# Małgorzata Książkiewicz
Małgorzata Ksiazkiewicz, née le 5 mai 1967 à Zielona Góra, est une tireuse sportive polonaise.

## Carrière
Małgorzata Ksiazkiewicz participe aux Jeux olympiques d'été de 1992 à Barcelone où elle remporte la médaille de bronze dans l'épreuve de la carabine 50 mètres trois positions.